# Cabeza de San Juan Bautista (Rodin)
Cabeza de San Juan Bautista es una pieza de mármol creada en 1887 por Auguste Rodin,  forma parte de un conjunto de obras que fragmenta de la pieza San Juan Bautista Predicando, la cual muestra por primera vez en 1880 y le valió mención y un reconocimiento oficial importante.
Rodin decide no presentar el fragmento al público como un busto común, sino montarlo de costado sobre una pila bautismal para hacer una mayor referencia a la historia de San Juan Bautista y separarla del resto del fragmento que denominó El Hombre que Camina, el cual pierde toda tendencia religiosa. 
Después de que Rodin decide romper la escultura debido a las fuertes críticas que recibía de la obra, comprueba que puede imprimir gestos en varios instantes a partir de separar la cabeza del resto del cuerpo; además existen citas que refieren a su logró de detener el tiempo suspendido bruscamente como desaprobación al uso de la fotografía en los gestos.
Esta pieza es expuesta en México en Museo Soumaya, Fundación Carlos Slim.